# Великий Двор (Новгородская область)
Вели́кий Двор — деревня в Валдайском районе Новгородской области. Входит в состав Яжелбицкого сельского поселения.

## География
Деревня находится на расстоянии 23 км к северо-западу от города Валдай, административного центра района.

### Часовой пояс
Деревня Великий Двор, как и вся Новгородская область, находится в часовой зоне МСК (московское время). Смещение применяемого времени относительно UTC составляет +3:00.

## Население
| 2010 |
| ---- |
| 2    |